# Dolmen La Cueva del Vaquero
Der etwa 5000 Jahre alte restaurierte Dolmen La Cueva del Vaquero liegt in Alcalá de Guadaíra auf der Mesa de Gandul, östlich von Sevilla in Andalusien in Spanien.
Die Megalithanlage aus der Kupferzeit besteht aus einem 10,65 m langen Gang, einer runden 2,5 m weiten und 2,35 m hohen Hauptkammer und einem zweiten kurzen Gang, der rechts zu einer ebenfalls runden Nebenkammer von 1,4 m Durchmesser führt. Der lange 0,9 m breite Gang ist am Anfang 1,1 m und am Ende 1,8 m hoch. Die Gänge und Kammern sind aus dünnen mit Lehm verstrichenen Schieferplatten erstellt, die aus den Bergen der Sierra Morena stammen. Die Tholoi der beiden Dächer und die Abdeckung des Ganges bestehen aus großen Sandstein- bzw. Granitblöcken. Den Abschluss des Domes der Hauptkammer bildet eine runde Kalksteinplatte mit einem zentralen Loch, durch das heutzutage Tageslicht eindringt. Eine Erklärung für das in der Vorzeit wohl regelhaft verschlossene Loch könnte sein, dass es die Funktion der ansonsten häufiger anzutreffenden Seelenlöcher einnahm. Die Anlage lag in einem großen Rundhügel der bei der Rekonstruktion wieder aufgeworfen wurde.
Die Leichen wurden nicht verbrannt, sondern umgeben von den Beigaben so niedergelegt als ob sie schliefen (manchmal in fötaler Position).
Gandul wurde 1931 zum Nationaldenkmal erklärt.
In der Nähe liegen der Dolmen El Término und die vorzeitliche Siedlung Las Canteras.